# Рожково (Западно-Казахстанская область)
Рожково — бывшее село в Зеленовском районе Западно-Казахстанской области Казахстана. Входило в состав Январцевского сельского округа. Упразднено в 2007 году.
Село попало в санитарно-защитную зону Чинаревского нефтегазоконденсатного месторождения, в связи с чем было принято решение о переселении населения села в посёлок Зачаганск.

## Население
В 1999 году население села составляло 334 человека (167 мужчин и 167 женщин).